# Ville Pokka
Ville Pokka (3 giugno 1994) è un hockeista su ghiaccio finlandese.

## Carriera
Dal 2010 al 2014 ha militato in SM-I con il Kärpät. 
Nel 2014-2015 è approdato in AHL con i Rockford IceHogs, squadra in cui è rimasto fino alla stagione 2017-2018.
Dalla stagione 2017-2018 veste la casacca dei Belleville Senators.

## Palmarès

### Mondiali
- 1 medaglia:
  - 1 argento (Russia 2016)